# Lill-Gristjärnen (Hackås socken, Jämtland)
Lill-Gristjärnen är en sjö i Bergs kommun i Jämtland och ingår i Indalsälvens huvudavrinningsområde.